# آکوش کچکش
آکوش کِچکِش (مجاری: Kecskés Ákos؛ زادهٔ ۴ ژانویهٔ ۱۹۹۶) بازیکن فوتبال اهل مجارستان است.
از باشگاه‌هایی که در آن بازی کرده‌است می‌توان به آتالانتا و اویپشت اشاره کرد.
وی همچنین در تیم ملی فوتبال مجارستان بازی کرده‌است.